# Sir Solomon Hochoy Highway
Der Sir Solomon Hochoy Highway ist eine trinidadische Fernstraße. Sie verläuft in Nord-Süd-Richtung zwischen Chaguanas und Debe.

## Verlauf

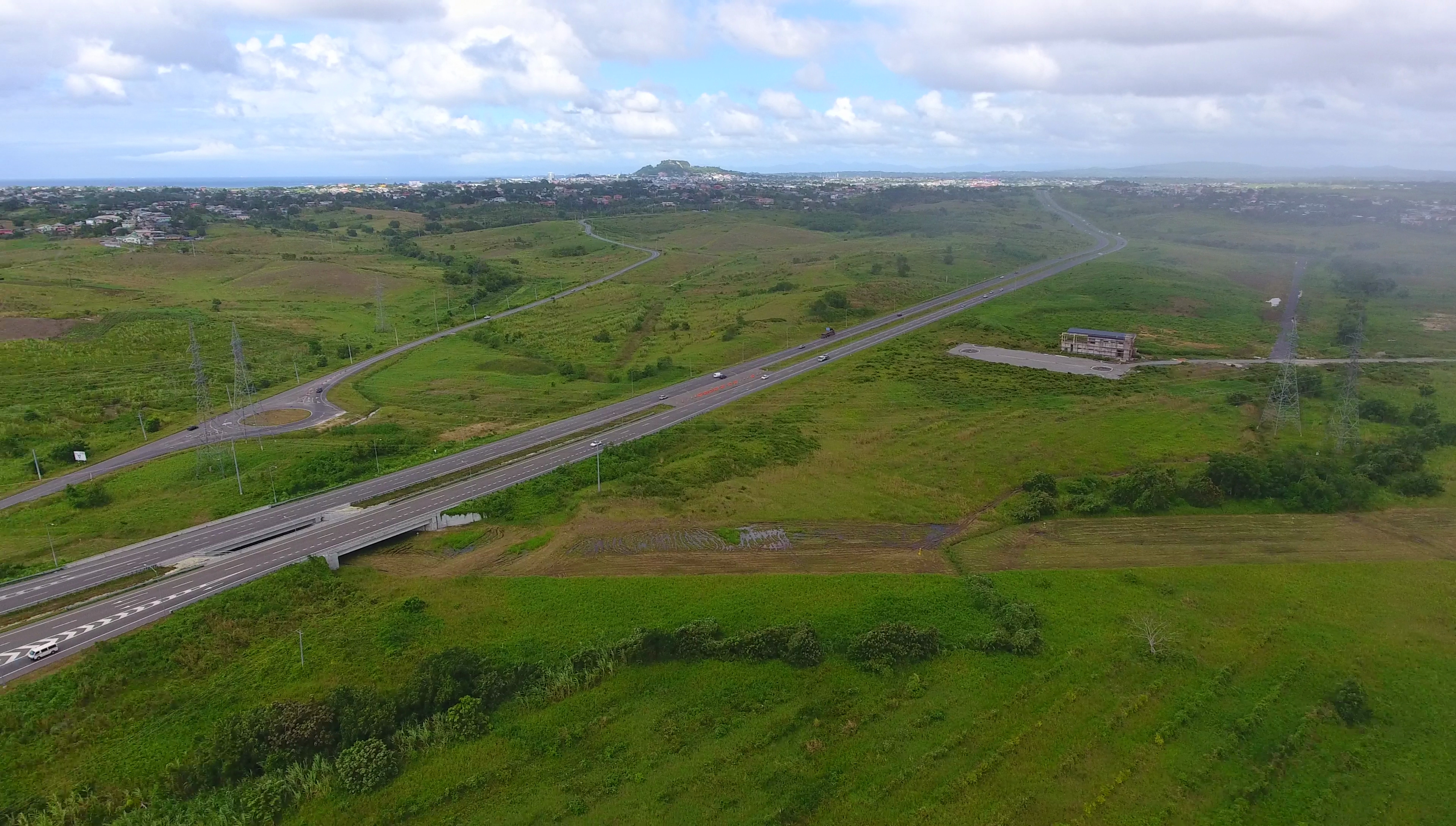
Sir Solomon Hochoy Highway bei Debe

Der Sir Solomon Hochoy Highway beginnt mitten in Chaguanas als Verlängerung des Uriah Butler Highway. An der Stelle des Übergangs kreuzt mit der Southern Main Road ein weiterer wichtiger überregionaler Verkehrsweg die Straße. Der Highway führt nach Süden und überquert bei Chase Village die Grenze zwischen dem Borough Chaguanas und der Region Couva-Tabaquite-Talparo. In einem Abstand von fünf bis zehn Kilometern zur Westküste Trinidads führt er dann durch landwirtschaftlich genutztes Gebiet weiter nach Süden. Dabei passiert er die Regionshauptstadt Couva, die über die Couva Main Road angebunden ist, sowie das industriell geprägte Point Lisas mit seinem Tiefseehafen, das über die Rivulet Road angebunden ist. Auf Höhe von Claxton Bay tritt der Highway wieder in dicht besiedeltes Gebiet ein und passiert zwischen Gasparillo und Point-A-Pierre die Grenze zur Region Princes Town. In Princes Town passiert der Highway Marabella mit dem Manny Ramjohn Stadium, dem Brian Lara Stadium und dem Campus der University of Trinidad and Tobago, touchiert dann auf einer Strecke von knapp 500 Metern das administrative Gebiet von San Fernando und übertritt bei St. Madeleine die Grenze zur Region Penal-Debe, wo er durch ländliches Gebiet bis Debe verläuft, wo er in die S.S. Erin Road mündet.

## Geschichte
Die Straße wurde in den frühen 1970er-Jahren als zweispurige Landstraße erbaut, die von Chaguanas nach San Fernando führte. Benannt ist sie nach Solomon Hochoy, dem letzten britischen Gouverneur von Trinidad und ersten Generalgouverneur von Trinidad und Tobago nach der Unabhängigkeit des Landes 1962.
Ende der 1970er-Jahre wurde der Highway zu einer vierspurigen autobahnähnlichen Straße erweitert. Zwischen 2001 und 2003 wurde eine neue Trasse um San Fernando herum erbaut und der Highway nach Süden bis Golconda verlängert.
Eine Erweiterung des Sir Solomon Hochoy Highway entlang der Südwestküste Trinidads bis nach Point Fortin ist geplant, bewilligt und unter der Schirmherrschaft der staatlichen Agentur NIDCO bereits im Bau. 2012 kamen die Bauarbeiten kurzfristig zum Erliegen, da die Bürgerinitiative Highway Re-route Movement einen Baustopp und Änderung der Baupläne forderte und nach dem Scheitern von Gesprächen mit dem damaligen Minister of Works and Infrastructure, Jack Warner, Klage beim High Court einreichte. Die Bauarbeiten wurden während der Klageanhängigkeit wiederaufgenommen, und 2013 wurde ein weiteres Teilstück bis Debe eröffnet. Im August 2014 wurde die Klage gegen den Bau vom Berufungsgericht abgewiesen.